# Pierre Corvol
Pour les articles homonymes, voir Corvol.
Pierre Corvol, né le 18 août 1941 à Boulogne-Billancourt, est un médecin et chercheur en biologie français renommé pour ses travaux sur le système rénine-angiotensine-aldostérone et l'hypertension.
Il a été administrateur du Collège de France de 2006 à août 2012, date à laquelle Serge Haroche lui a succédé. Il a présidé l'Académie des sciences de 2019 à fin 2020 jusqu'à l'élection de Patrick Flandrin pour lui succéder.

## Biographie
Pierre Corvol a été élève au lycée Condorcet. Il est un ancien interne des hôpitaux de Paris (1964) puis chercheur post-doctoral au National Institutes of Health de Bethesda aux États-Unis, en 1969. Il devient professeur agrégé au CHU Broussais-Hôtel-Dieu en 1976. En 1983, il prend la direction de l'U36 de l'INSERM (Pathologie vasculaire et Endocrinologie rénale) et a été élu à la chaire de médecine expérimentale du Collège de France en 1989, chaire qu'il occupe jusqu'en 2012. 
Pierre Corvol a présidé le conseil scientifique de la Fondation pour la recherche médicale (1995-1998), le Conseil scientifique de l'Inserm (1999-2003), le Conseil d'administration de l'École normale supérieure (2001-2004), le Conseil scientifique de l’Assistance publique-Hôpitaux de Paris (2004-2006). Il a siégé au Comité de direction scientifique de l'Inserm de 1985 à 1992 et a grandement participé à la création des centres d'investigation clinique (1990-1992) qui permettent la recherche clinique en milieu hospitalier.
Pierre Corvol est membre titulaire de l'Académie des sciences depuis 1995 dont il est Président depuis 2019. Il a été élu membre de l'American Academy of Arts and Sciences en 2000. Il est depuis le 9 décembre 2008 membre titulaire de l'Académie nationale de médecine. Il est docteur honoris causa de l'université de Lausanne (1997), de l'université de Genève (2006) et de l'université Semmelweis de Budapest (2012).
En 2016, il a été chargé par Thierry Mandon de remettre un rapport sur l'intégrité scientifique,,, à la suite duquel de nombreuses dispositions ont été prises pour l'intégrité scientifique et la lutte contre la fraude scientifique en France, dont la création en 2017 de l'Office français de l'Intégrité scientifique,,.

## Apport scientifique
Pierre Corvol est un chercheur émérite dans le domaine des régulations endocriniennes de la pression artérielle et de l'hypertension. Il a notamment été un des découvreurs du système de régulation hormonale, le système rénine-angiotensine-aldostérone et de l'enzyme de conversion de l'angiotensine,,.
Ses travaux ont contribué très largement au développement de thérapeutiques bloquant le système rénine-angiotensine-aldostérone dont il a montré l'importance. Ces médicaments sont utilisés dans le traitement de l'hypertension artérielle, de l'insuffisance cardiaque et de l'insuffisance rénale chez le diabétique.
Il a été l'un des pionniers, de la génétique de l'hypertension artérielle chez l'homme. Il a montré l'importance des marqueurs génétiques du système rénine pour la prédisposition à l'hypertension, aux maladies cardiovasculaires et aux complications rénales chez le diabétique.

## Ouvrages
- Le Retour du Docteur Knock : essais sur le risque cardiovasculaire, avec Nicolas Postel-Vinay, éditions Odile Jacob, 2000
- L'Arbre vasculaire, avec Nicolas Postel-Vinay, éditions Odile Jacob, 2008
- Sortir de l'eau, le passage de la vie aquatique à la vie terrestre (ouvrage collectif), éditions Odile Jacob, 2011
- Les Élèves de Claude Bernard avec Jean-Gaël Barbara (ouvrage collectif), éditions Hermann, Paris 2012.

## Décorations
- Commandeur de la Légion d'honneur (2008)[21]
- Grand officier de l'ordre national du Mérite (2017)[22]

## Prix et distinctions
- 1973 : Prix de la recherche sur l’hypertension artérielle de Ligue nationale contre l'hypertension artérielle
- 1980 : Grand Prix Claude-Bernard de la ville de Paris
- 1980 : Young researcher Award de l'International Society of Hypertension
- 1981 : Prix Jeanine-Courrier de l'Académie des sciences-Institut de France
- 1982 : AC Corcoran Lecture Award, Council for High Blood Pressure Research, Cleveland
- 1982 : Membre de l'American Heart Association[Quoi ?]
- 1983 : Récipiendaire du Laurence B. Ellis Lecture de l'Harvard Medical School
- 1984 : Prix de l'European Society of Clinical Investigation
- 1985 : Grand prix scientifique de la Ville de Paris
- 1990 : European Medal, British Society of Endocrinology
- 1993 : Prix Humboldt
- 2004 : Robert Tigerstedt Award de l'American Society of Hypertension
- 2006 : Grand Prix de la recherche médicale de l'INSERM